# Мариана Сендова
Мариана Стоянова Сендова е български учен, физик, понастоящем професор в Ню Колидж, Флорида, САЩ.

## Биография
Родена е на 1 май 1961 г. в София. Завършва инженерна физика през 1984 г. в Софийския държавен университет и защитава докторска дисертация през 1989 г. областта на приложната физика. Научните ѝ интереси включват раманова спектроскопия и нанотехнологиии. 
Става първата жена избрана за професор (преподавател) в университета в Ню Колидж, Сарасота, Флорида, за неговата 50-годишна история. В периода 2000 – 2013 г. преподава курсове по Физика на твърдото тяло и Математични методи на физиката. Получава най-големия грант в история на университета за тригодишен проект за използване на наночастици и приложението им в различни сфери на науката и за реставрацията на произведения на изкуството, изложени в американските музеи. 
Има две дъщери.